# Chus Lampreave
María Jesús Lampreave Pérez, mais conhecida como Chus Lampreave (Madrid, 11 de dezembro de 1930 — Almeria, 4 de abril de 2016), foi uma atriz espanhola. Em 1993, ela recebeu o Prêmio Goya de melhor atriz coadjuvante por seu trabalho em Belle Époque.
Em 2006, ela recebeu o prêmio de Melhor Atriz no Festival de Cannes por seu trabalho em Volver.

## Biografia
Mesmo sem nenhuma vocação para representar, Chus se tornou uma das mais conhecidas atrizes do cinema espanhol. Participou de mais de 50 filmes e vários trabalhos na televisão, colaborando com os mais importantes cineastas de seu país.
Depois de cursar o bacharelado, e movida por sua paixão pela pintura, Chus ingressou na Academia de Bellas Artes de San Fernando e, por interferência de Jaime de Armiñán, estreou em 1958 na TV. Foi levada ao cinema pelas mãos de Marco Ferreri e Luis García Berlanga, com quem viria a trabalhar em filmes emblemáticos como El Verdugo e a trilogia La escopeta nacional.
Seus maiores sucessos, porém, chegariam na década de 1980, graças a Pedro Almodóvar, com quem filmou Entre tinieblas (1983), ¿Qué he hecho yo para merecer esto? (1984) e Matador (1986). Anos depois, viriam Hable con ella (2002), Volver (2006) e Los abrazos rotos (2009).
Em 1986, trabalhou sob a direção de Fernando Trueba em El año de las luces, no papel que lhe valeu a primeira das cinco indicações ao Prêmio Goya. Especializada em personagens ingênuos ou distraídos, protagoniza Espérame en el cielo (Antonio Mercero, 1988).
Com Trueba volta a colaborar em Belle Époque (1992), vencedora do Óscar de melhor filme estrangeiro e do Prêmio Goya de melhor atriz coadjuvante para Chus. A atriz e o diretor voltariam a trabalhar juntos em El artista y la modelo (2012).
Em 2001, o governo espanhol lhe concedeu a Medalla de Oro al Mérito en las Bellas Artes.
Morreu em 2016, em Almeria, aos 85 anos.